# Helena (szczyt)
Helena (987 m) – szczyt w Wielkiej Fatrze na Słowacji. Znajduje się w lewych zboczach Ľubochniańskiej doliny (Ľubochnianska dolina) i stanowi zakończenie północno-wschodniego grzbietu szczytu Malý Lysec (1297 m). Grzbiet ten oddziela dwie dolinki będące lewym odgałęzieniem Ľubochniańskiej doliny. Po północnej stronie jest to Kornietova dolina, po południowej Nižná  Štefanová. Zachodnie stoki Heleny opadają do potoku Ľubochnianka.
Helena jest całkowicie porośnięta lasem. Znajduje się w obrębie Parku Narodowego Wielka Fatra i nie prowadzi przez nią żaden szlak turystyczny.